# Allectus
Allectus († 296) byl římský císař, uzurpátor v Británii a severní Galii v letech 293 až 296.
Allectus byl pokladníkem Carausia, menapijského důstojníka římského námořnictva, který se ujal moci v Británii a severní Galii roku 286. Roku 293 císař Constantius I. Chlorus znovu zabral některá území severní Galie, včetně klíčového přístavu Bononie (dnešní Boulogne-sur-Mer), a porazil Carausiovy spojence Franky. Poté Allectus Carausia zavraždil a sám se ujal vlády.
Jeho vláda zanechala velmi málo stop, ale jeho mince, podobně jako Carausiovy, se objevují i v severozápadní Galii, což dokazuje, že znovudobytí Bononie neznamenalo konec rebelské říše na této straně kanálu.
V září 296 zahájil Constantius invazi do Británie s cílem sesadit Allecta. Své síly rozdělil do tří sborů, sám se postavil do čela jednoho z nich, který vyplul z Bononie, ale kvůli špatnému počasí se zpozdil. Mezitím se jiný sbor pod vedením pretoriánského prefekta Julia Asclepiodota díky mlze vyhnul Allectovu loďstvu, umístěnému u ostrova Wight, a přistál poblíž Southamptonu. Allectovy síly musely ustoupit z pobřeží, ale byly zničeny dalším Constantiovým svazkem. Allectus sám byl zabit v bitvě. Podle archeologů bylo místem Allectovy porážky Calleva Atrebatum (římské město nacházející se východně od dnešního Silchesteru).